# Timar
Pour l’article homonyme, voir Timar (Šavnik).

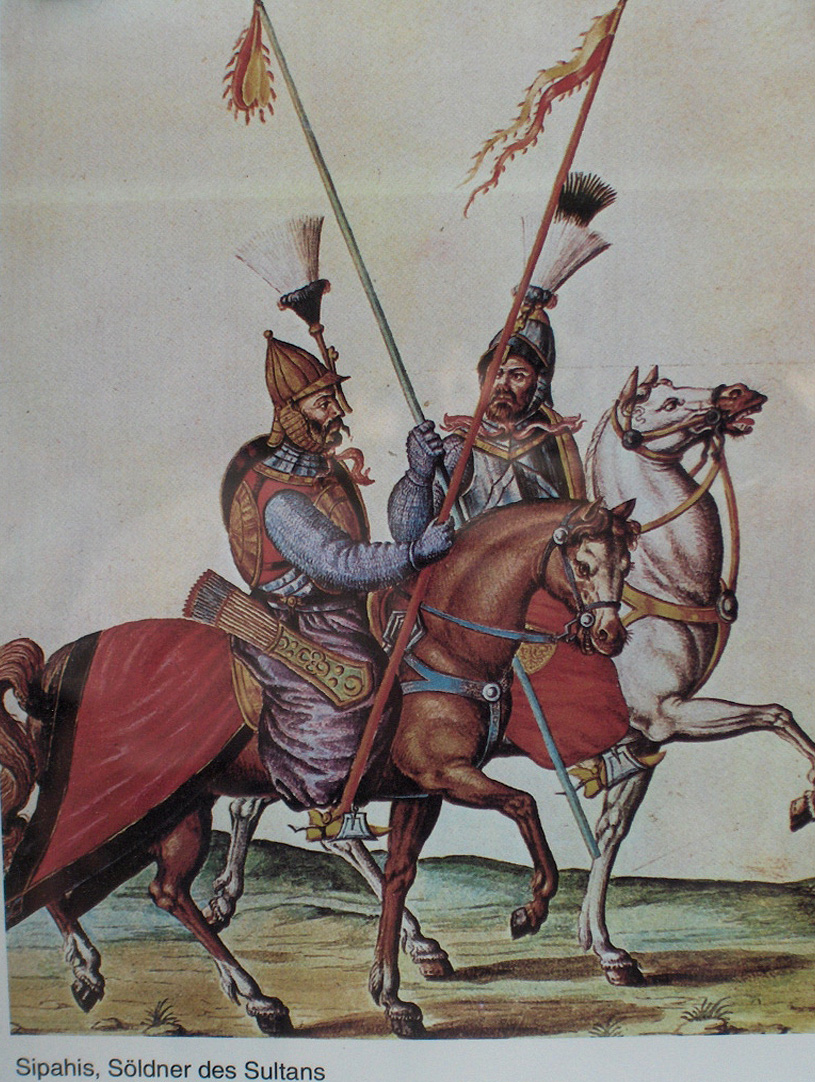
Sipahis à cheval.

Le timar (en turc ottoman : تيمار) est l'un des piliers de l'Empire ottoman. Il s'agit d'une concession foncière qui était accordée à un cavalier nommé sipahi et qui était tenu de faire la guerre en fournissant éventuellement un contingent de soldats. Il ne s'agissait pas d'un fief à proprement parler, car le détenteur du timar n'avait aucun droit sur les occupants de la terre, qu'ils soient musulmans ou non. Son seul droit était de percevoir les principaux impôts dus par les habitants et ce droit était révocable.
Cette concession était personnelle : à la mort de son bénéficiaire, le timar n'est théoriquement pas transmis aux enfants de celui-ci. Par ailleurs, un bénéficiaire pouvait recevoir des timars de valeurs différentes au cours de sa carrière, en fonction de son avancement.
Le système permettait essentiellement d'entretenir des cavaliers légers organisés de façon provinciale, les sipahis dits timariotes, qui constituèrent le gros de l'armée ottomane pendant une longue période. Les bénéficiaires pouvaient aussi être des officiers de la cour, des fonctionnaires ou des monastères.